# Dazen
Dazen, ook wel steekvliegen of blinddazen genoemd, (Tabanidae) zijn een familie van bloedzuigende insecten die behoren tot de orde tweevleugeligen (Diptera). De daas wordt ook wel brems, bremster, daps, paardenvlieg, blinde daas, blinde mug, blinde vlieg, blinde dazik, dazerik, bouw, dazendimmer of dwazelaar genoemd. De familie is wereldwijd verspreid; er zijn ongeveer 4400 beschreven soorten. In Nederland leven zo'n 38 soorten en in België 41. Twaalf daarvan kunnen serieuze overlast veroorzaken. De bekendste en meest algemene soort is de (gewone) regendaas.
Dazen worden vaak verward met horzels, dit is echter een totaal andere groep van vliegen. Horzels kunnen in tegenstelling tot dazen niet bijten. Daarnaast parasiteren de larven van horzels in levende dieren terwijl de larven van dazen zich ontwikkelen rond wateroppervlaktes.

## Beschrijving
Dazen hebben grote ogen, bij veel soorten met een fraai kleurenpatroon, dat na de dood echter snel vervaagt. Het zijn over het algemeen forse, stevig gebouwde vliegen.
Ze zijn verder herkenbaar aan de antennes met drie segmenten waarvan de meest distale vaak een ringvormig patroon heeft maar geen arista. De kop is van achteren recht afgeknot en steekt aan de zijkant wat naast de thorax. De R4 en R3-venen op hun vleugels lopen uit elkaar en omvatten de vleugeltop. De monddelen bestaan uit een krachtige steeksnuit met labrum, hypopharynx, gepaarde mandibels en maxillen. De steekborstels worden van achteren door het labium omsloten, deze zijn relatief dik wat de steek zo pijnlijk maakt. Ze ontwikkelen zich langzaam (ongeveer 1 generatie per jaar, univoltien) maar de volwassen vliegen (imagines) komen vaak tegelijk uit zodat plagen kunnen optreden.

## Beet

De monddelen van een daas.
a: labrum
b: epipharynx
c: slokdarm
d: maxillaire palp
e: mandibulae
f: maxillae
g: hypopharynx
h: speekselklier
i: labellum

Dazen strijken snel neer en bijten dan vrijwel onmiddellijk, wat meestal goed te voelen is. Naast deze korte pijnlijke ervaring is er ook het gevaar van bacteriële infecties die meestal goed te behandelen zijn met antibiotica. Dazen steken dus niet, omdat ze geen angel hebben.
Dazen zijn snel (25 km/h) en achtervolgen hun prooi hardnekkig, soms wel een kilometer lang. Na een beet kunnen dazen niet snel wegvliegen, zodat men hen met een welgemikte klap kan doodslaan; dan heeft men de beet echter al te pakken, die meestal tot een fikse jeukbult leidt. De snuit van de daas bestaat uit een tal van mesjes, waardoor de huid, bij een beet, als het ware wordt opengesneden. Door dit mechanisme is de daas, in tegenstelling tot een steekmug, in staat om ook door sommige dunne kledingstukken heen te bijten. Aan kledingstukken moet men in dit geval denken aan T-shirts, dunne broeken en dunne sokken. Alleen de vrouwtjesdazen bijten, om voldoende energie te verkrijgen om hun eieren te kunnen leggen. Met name vee kan zeer veel hinder van dazen hebben. Ze komen vooral voor op iets vochtige plaatsen die naast zon ook wat schaduw bieden. De larven ontwikkelen zich in water, modder, moeras of rottende plantendelen. Ze leven vaak van andere insecten. Er zijn meestal 8 of 9 larvestadia, met een diapauze in de winter. In vrijwel alle geslachten (behalve een paar primitieve die vooral in de tropen voorkomen) voeden de volwassen vrouwtjes zich met bloed; de mannetjes bijna altijd met nectar of plantensap.

## Bestrijding

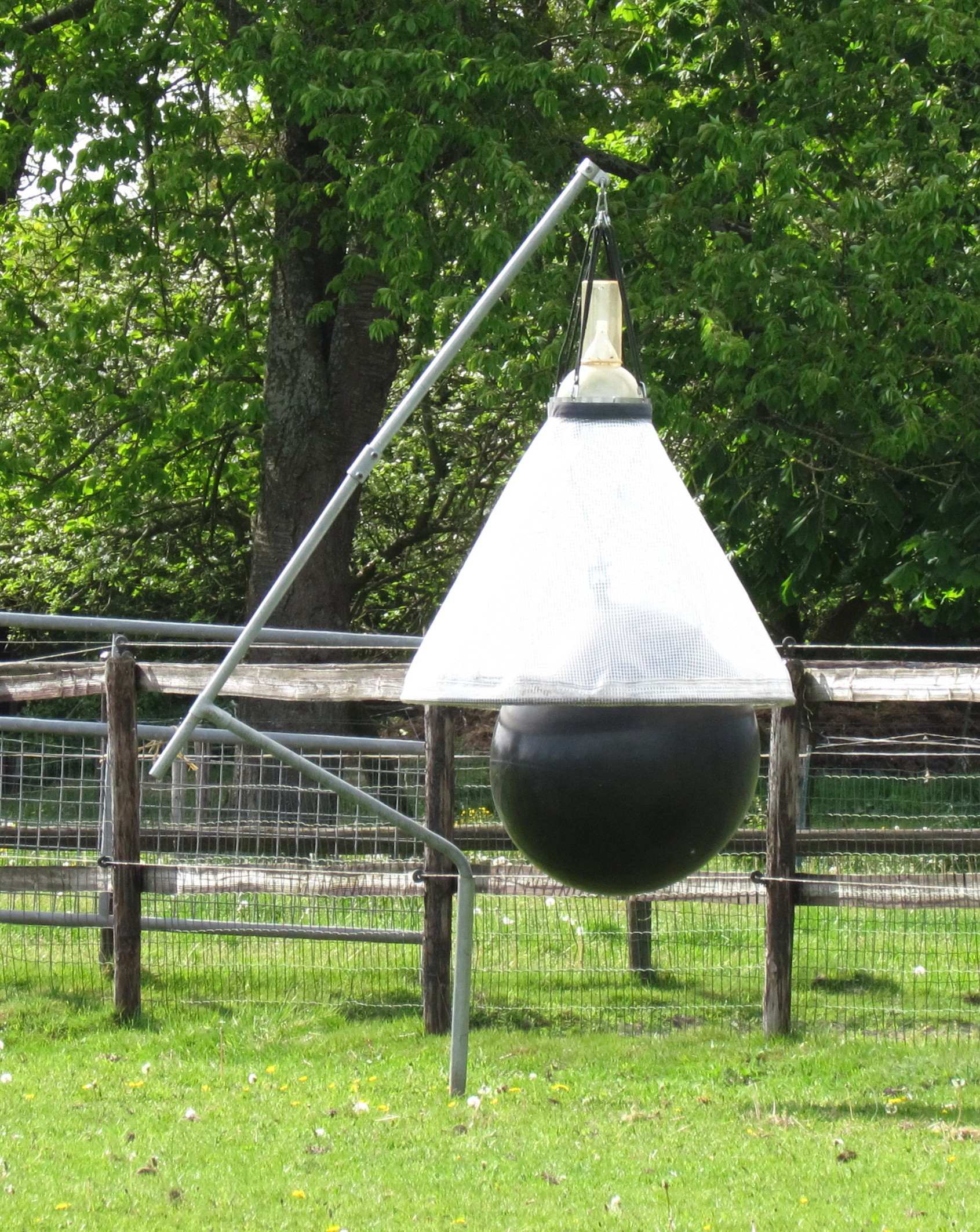
Een dazenval

De overlast van dazen kan bestreden worden door bedekkende kleding van voldoende dikte, waardoor ze niet meer kunnen bijten. Op bloed beluste vrouwtjesdazen komen af op geuren, warmte en beweging om prooien te vinden. Dazen kunnen hun prooi moeilijker vinden als gebruik wordt gemaakt van sprays of smeersels met een geurbarricade.
Een zogenaamde dazenval lokt de dazen naar een val waar ze niet meer uit kunnen komen waarna ze sterven. De val zelf is te vergelijken met een wespenval, maar een dazenval bestaat daarnaast uit een grote, vrijhangende plastic bol met daarboven een omgekeerd trechtervormig net. De bol is vergelijkbaar met een skippybal maar zwart van kleur zodat de bol warmer is dan de omgeving. Doordat de bol vrijhangt beweegt deze een beetje, waardoor het achterwerk van een paard wordt geïmiteerd. De dazen zoeken op de bol tevergeefs naar bloed en als ze opvliegen komen ze in het net terecht en uiteindelijk in de val. De insecten moeten regelmatig worden afgevangen. Doordat het instrument specifiek voor de daas ontwikkeld is, heeft de val weinig bijvangst.

## Genera
(niet volledig)
(Indicatie van aantallen soorten per geslacht tussen haakjes)

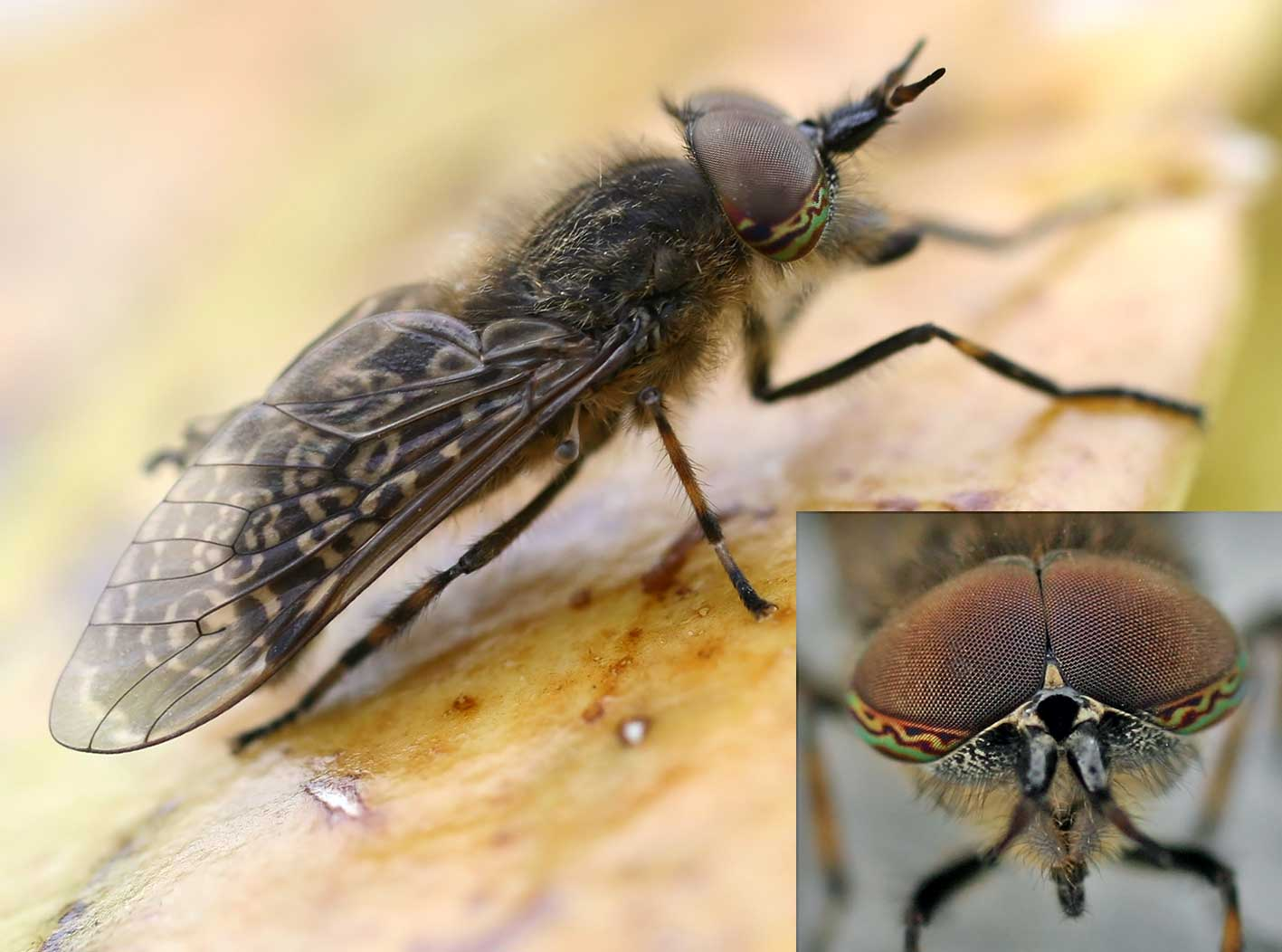
Regendaas (Haematopota pluvialis)

- Agkistrocerus (2)
- Anacimas (2)
- Apatolestes (13)
- Asaphomyia (2)
- Atylotus (29)
- Bolbodimyia (1)
- Brennania (2)
- Chlorotabanus (1)
- Chrysops Meigen, 1803 (97)
- Dasyrhamphis (8)
- Diachlorus (1)
- Diatomineura
- Esenbeckia (3)
- Glaucops (1)
- Goniops (1)
- Haematopota Meigen, 1803 (33)
- Hamatabanus (3)
- Heptatoma (1)
- Hippocentrum
- Hybomitra (98)
- Lepiselaga
- Leucotabanus (2)
- Merycomyia (2)
- Microtabanus (1)
- Neavella (1)
- Nemorius (1)
- Neochrysops (1)
- Pangonius Latreille, 1802 (21)
- Pegasomyia (2)
- Pelecorhynchus
- Philipomyia (3)
- Scaptia (1)
- Silvius (15)
- Stenotabanus (7)
- Stonemyia (5)
- Tabanus Linnaeus, 1758 (164)
- Therioplectes (3)
- Whitneyomyia (1)

## In Nederland voorkomende soorten
- Genus: Atylotus
  - Atylotus fulvus - (Gele Gifoogdaas)
  - Atylotus latistriatus - (Kwelder-gifoogdaas)
  - Atylotus plebejus - (Veen-gifoogdaas)
  - Atylotus rusticus - (Rivier-gifoogdaas)
- Genus: Chrysops
  - Chrysops caecutiens - (Beekgoudoogdaas)
  - Chrysops relictus - (Gewone Goudoogdaas)
  - Chrysops rufipes - (Roodpootgoudoogdaas)
  - Chrysops sepulcralis - (Donkere Goudoogdaas)
  - Chrysops viduatus - (Stipgoudoogdaas)
- Genus: Haematopota
  - Haematopota bigoti - (Zilte regendaas)
  - Haematopota crassicornis - (Diksprietregendaas)
  - Haematopota italica - (Langsprietregendaas)
  - Haematopota pluvialis - (Gewone Regendaas)
  - Haematopota subcylindrica - (Grijze regendaas)
- Genus: Heptatoma
  - Heptatoma pellucens - (Langsprietdaas)
- Genus: Hybomitra
  - Hybomitra arpadi - (Taigaknobbeldaas)
  - Hybomitra bimaculata - (Bosknobbeldaas)
  - Hybomitra ciureai - (Rosse knobbeldaas)
  - Hybomitra distinguenda - (Gouden knobbeldaas)
  - Hybomitra expollicata - (Zilte knobbeldaas)
  - Hybomitra lundbecki - (Roodsprietknobbeldaas)
  - Hybomitra lurida - (Vroege knobbeldaas)
  - Hybomitra micans - (Glanzende knobbeldaas)
  - Hybomitra montana - (Veldknobbeldaas)
  - Hybomitra muehlfeldi - (Veenknobbeldaas)
  - Hybomitra solstitialis - (Bastaardknobbeldaas)
  - Hybomitra tropica - (Grote veldknobbeldaas)
- Genus: Philipomyia
  - Philipomyia aprica - (Bloemdaas)
- Genus: Tabanus
  - Tabanus autumnalis - (Grijze Runderdaas)
  - Tabanus bovinus - (Runderdaas)
  - Tabanus bromius - (Kleine Runderdaas)
  - Tabanus cordiger - (Hartvlekrunderdaas)
  - Tabanus maculicornis - (Grauwe runderdaas)
  - Tabanus quatuornotatus - (Vroege runderdaas)
  - Tabanus rectus - (Bonte Runderdaas)
  - Tabanus sudeticus - (Paardendaas)
- Genus: Therioplectes
  - Therioplectes gigas - (Hommeldaas)

## Fotogalerij

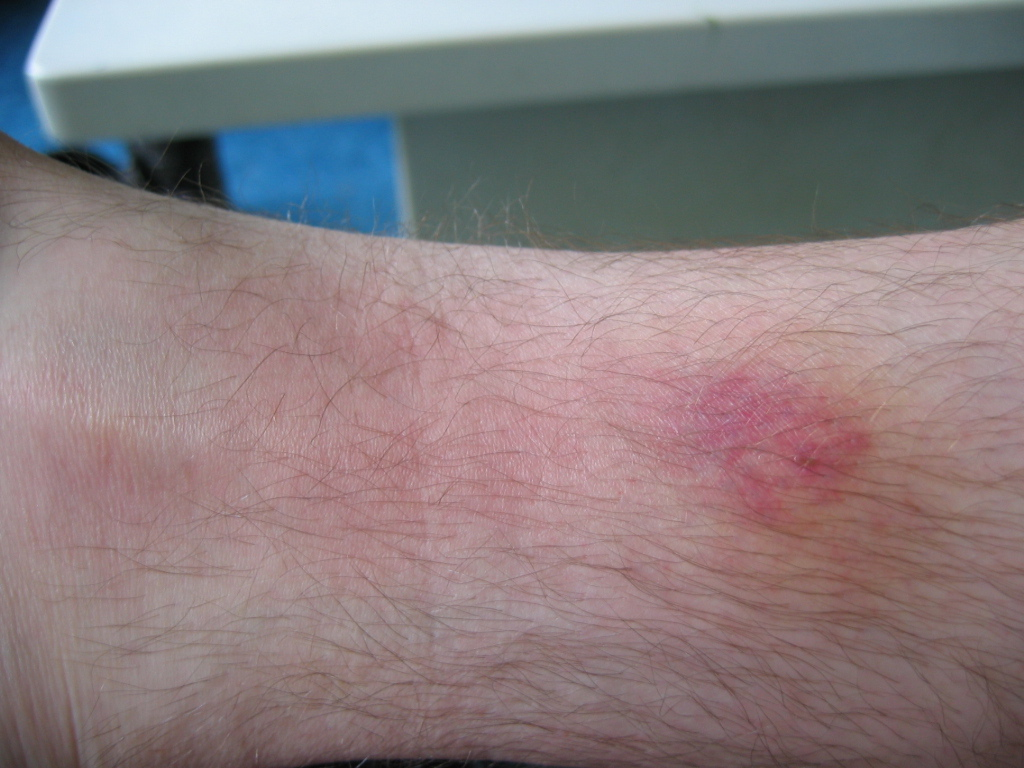
Beet inclusief beginnende bacteriële infectie
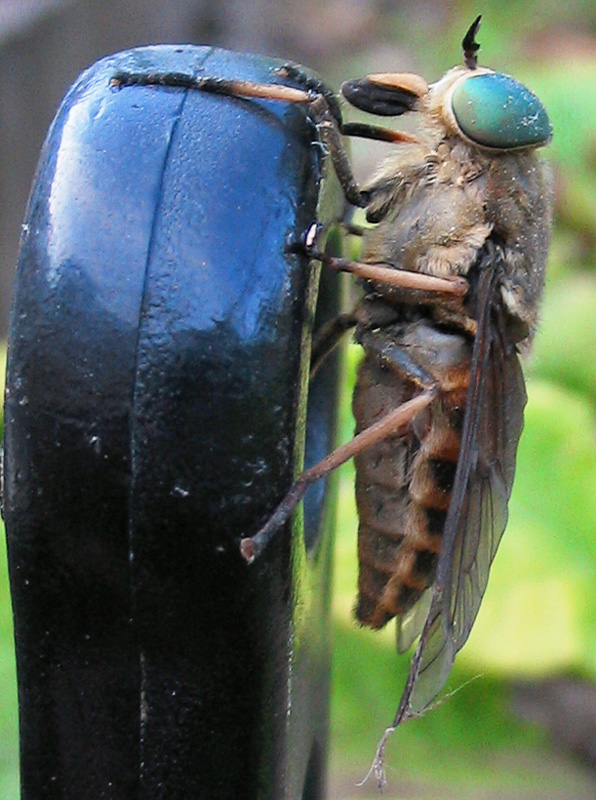
Tabanus bromius
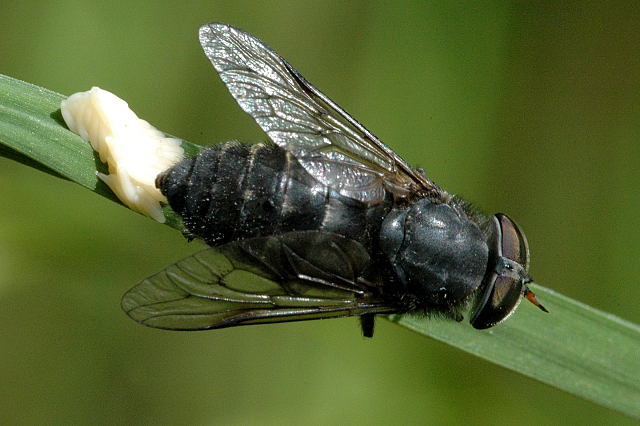
Eierleggende Hybomitra micans
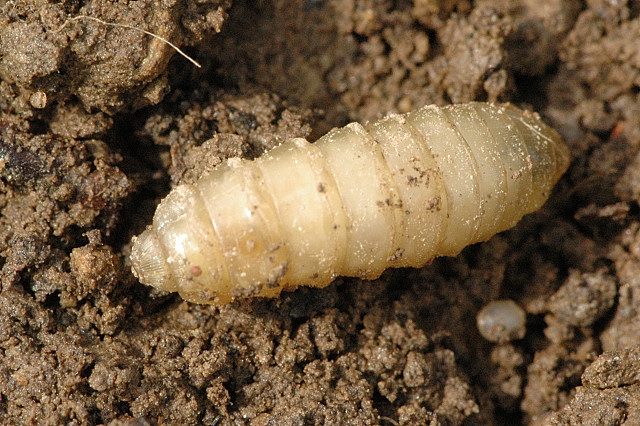
Larve Haematopota pluvialis
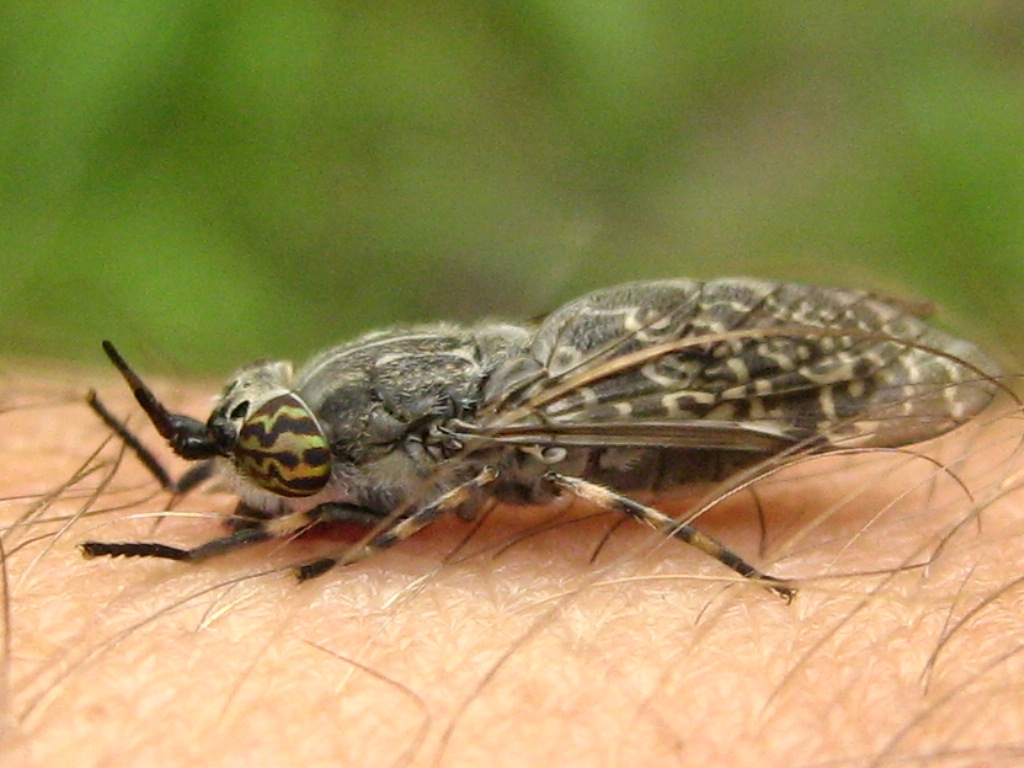
Haematopota pluvialis, bijtend
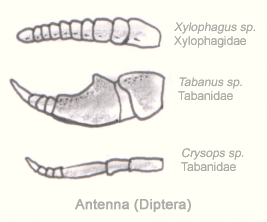
Antennes van twee dazen en een houtvlieg (boven)
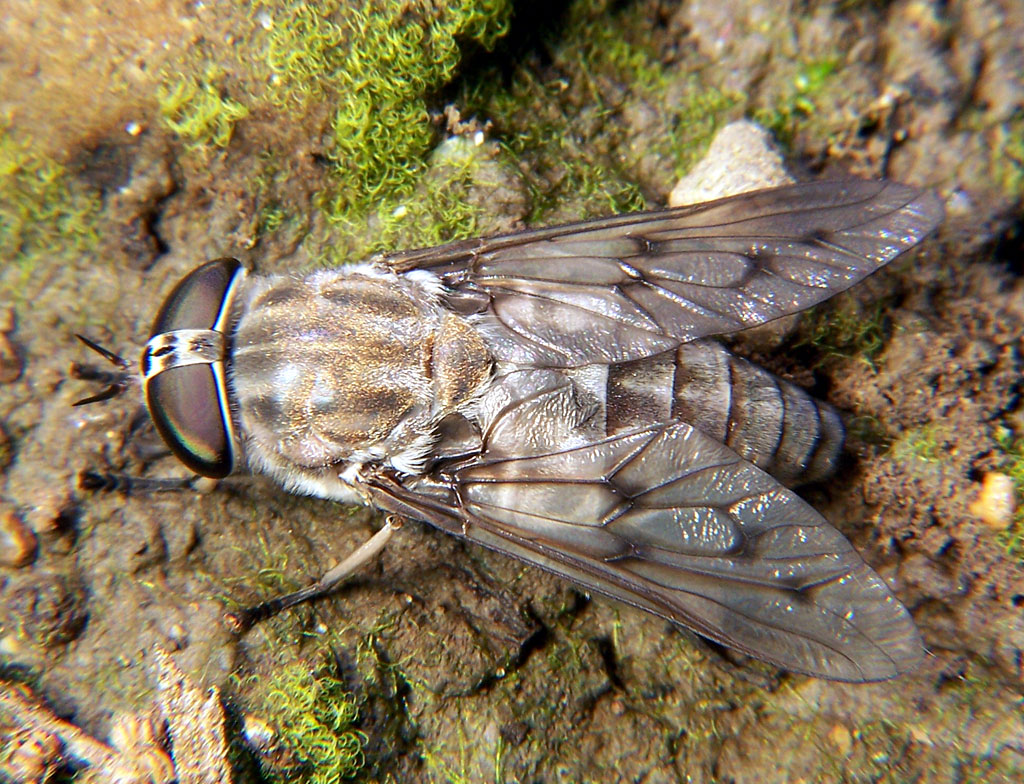
De grijze runderdaas wordt tot 2 cm lang
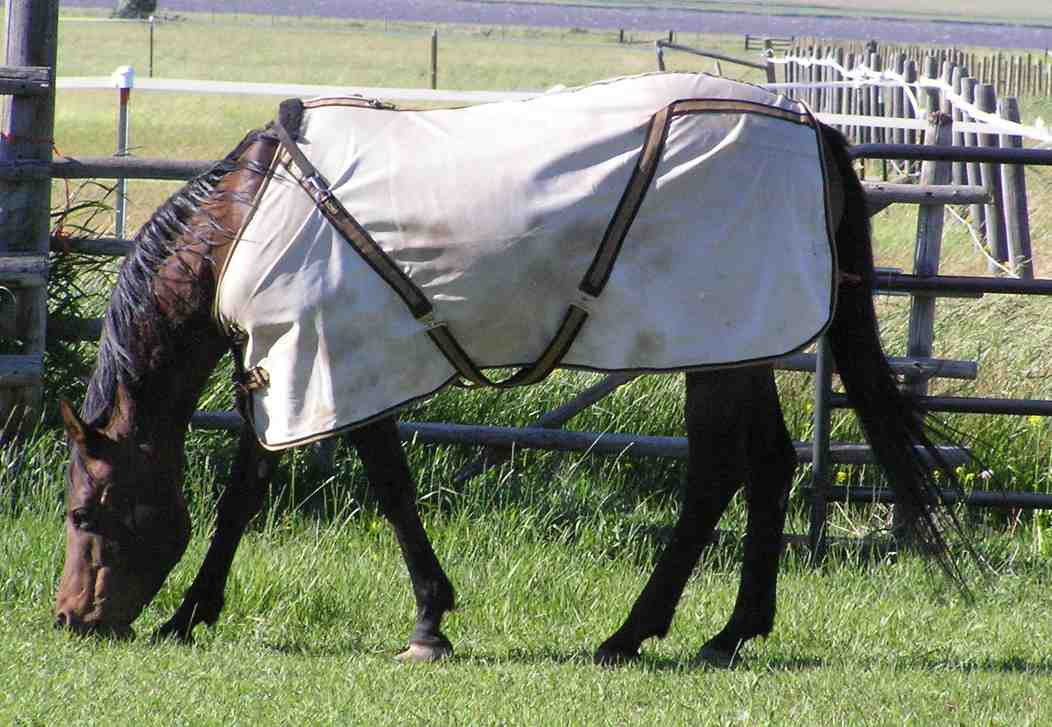
Paarden kunnen worden afgedekt om de overlast van o.a. dazen te verkleinen
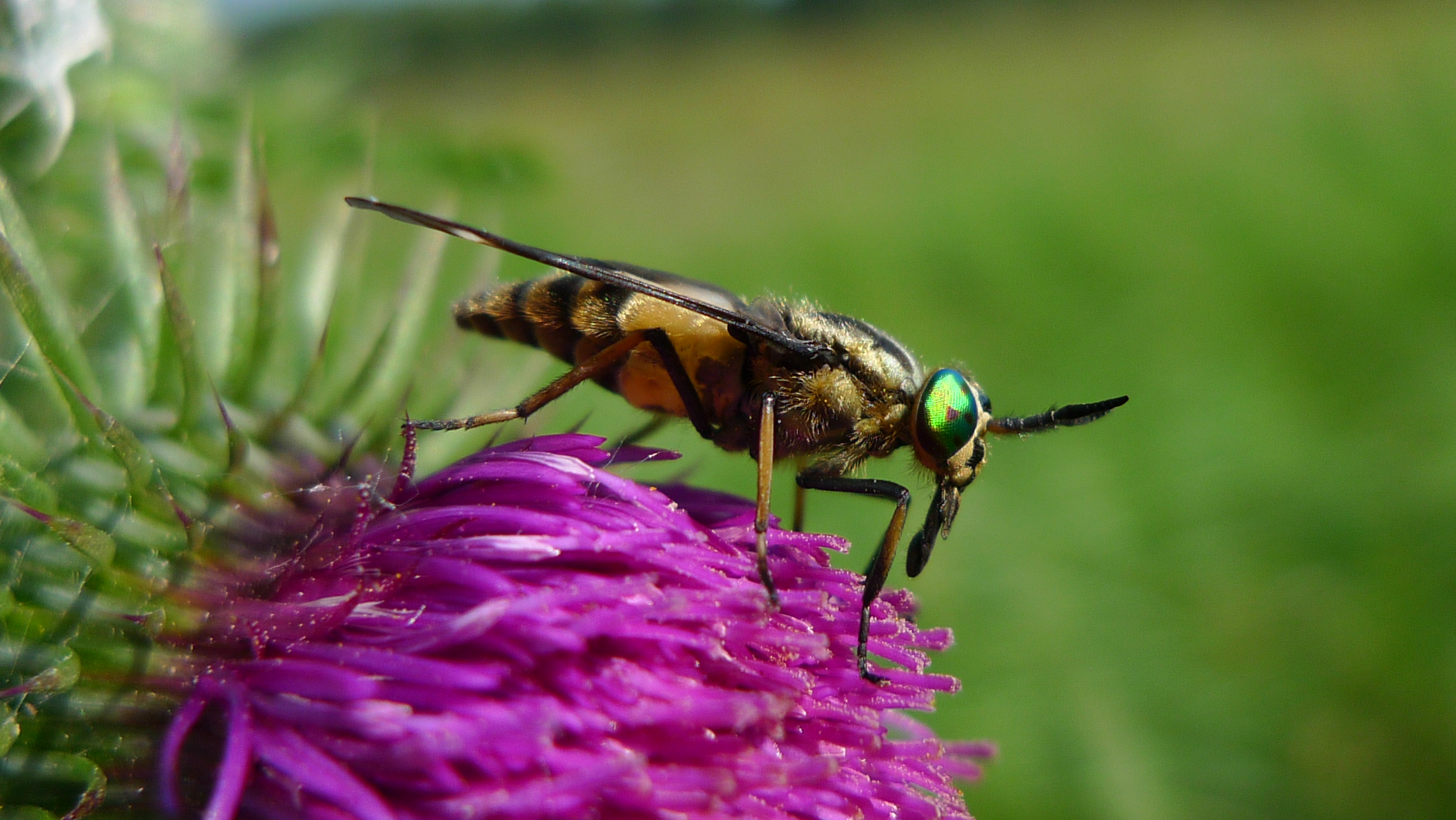
Daas (spec.) in habitat (zijkant)
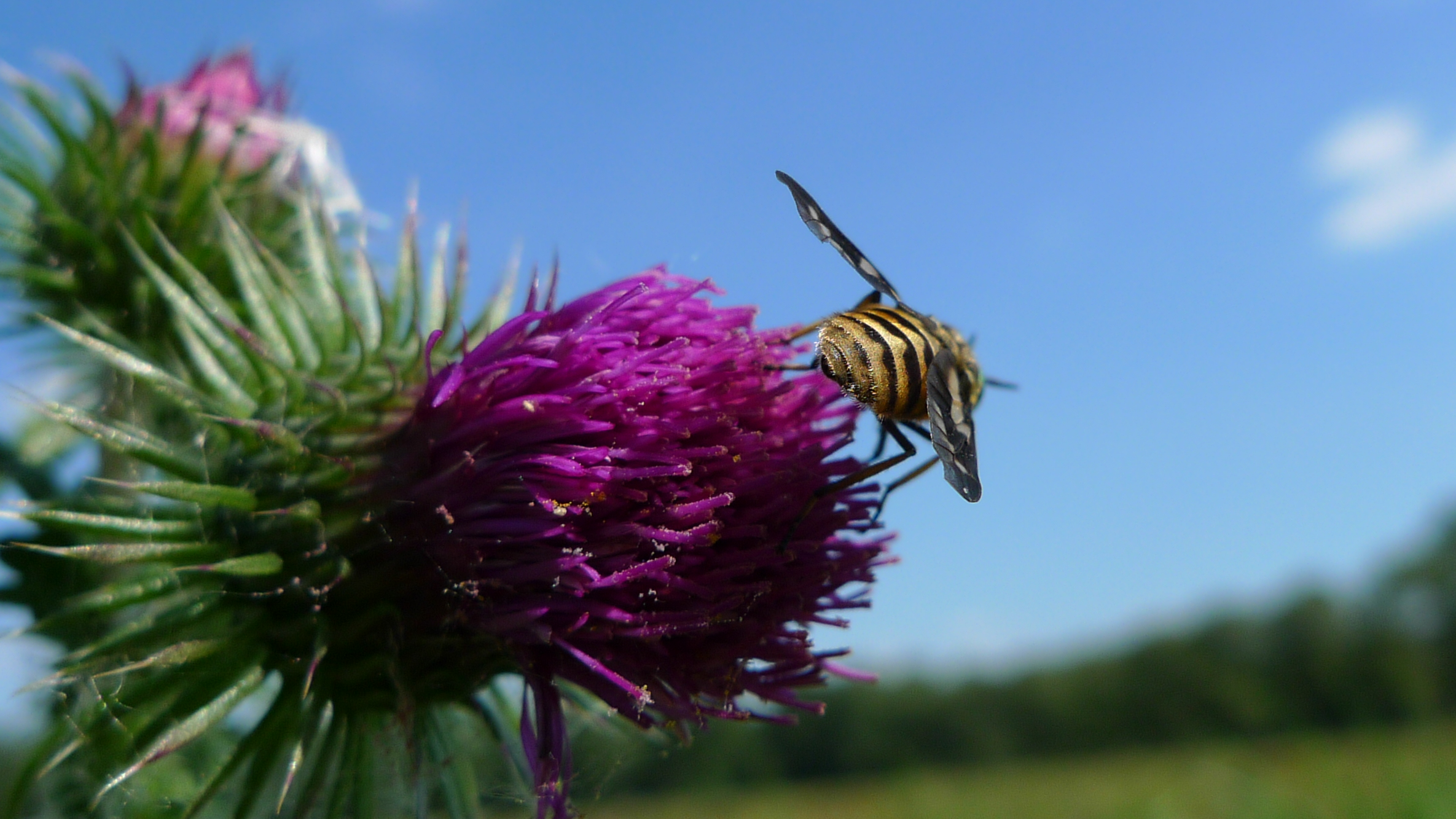
Daas (spec.) in habitat (achterkant)
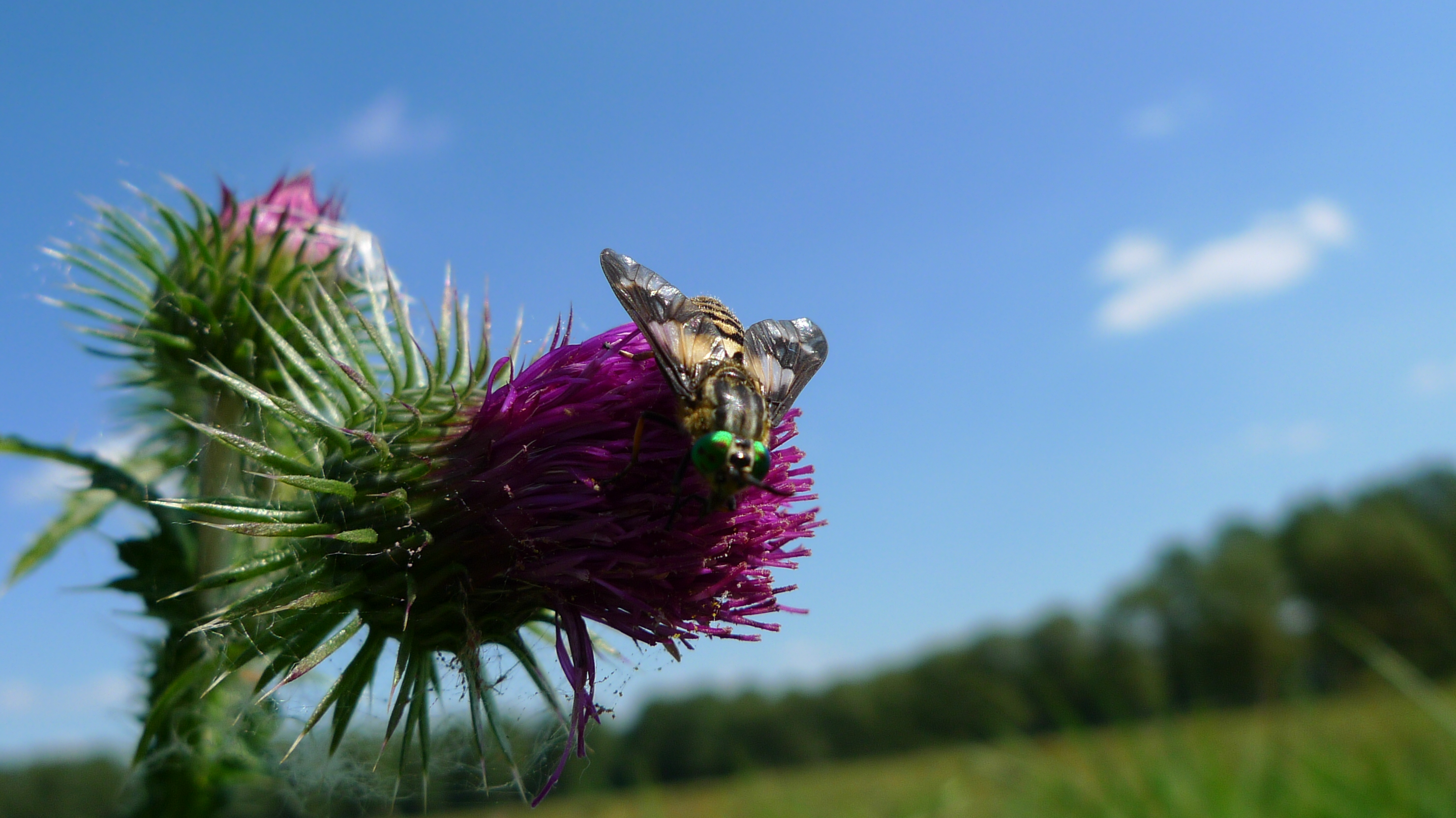
Daas (spec.) in habitat (voorkant)
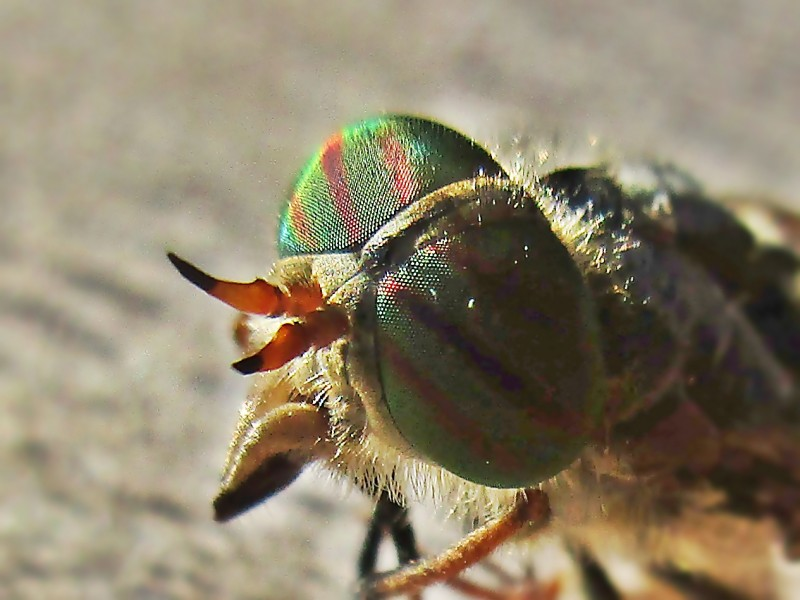
Rosse knobbeldaas